# Andrés Zegarra
Andrés Francisco Zegarra Malpartida (Breña, 15 de marzo de 1947) es un exfutbolista peruano. Jugaba de delantero y su primer club fue Defensor Arica. Se le recuerda su paso por Alianza Lima en la década de los sesenta, entre sus logros más importantes en su carrera, esta el Campeonato Descentralizado en 1975.

## Trayectoria
Zegarra empezó su carrera profesional en 1964 con el club de su ciudad natal (Defensor Arica), y después de firmar con el club se volvió una pieza fundamental para el subcampeonato del equipo en el Descentralizado 1969 y participando en Copa Libertadores por primera y única vez.
En 1971 Andrés se unió al Juan Aurich de Chiclayo en donde se convirtió en un jugador importante en el período transitorio en la historia del club. Formó parte del equipo con Eladio Reyes, Francisco Gonzales, Próspero Merino. En ese club anotó 7 goles para su cuota personal. 
Zegarra fue incluido en la selección peruana para las eliminatorias a la Copa Mundial de Fútbol de 1970, no llegando a debutar en el proceso. Jugó para la Selección nacional en 4 ocasiones.
Su paso con la blanquiazul comenzó en 1973 y fue campeón Nacional en 1975, aportando 5 goles en este último año.
Más tarde, en su carrera jugó para el FBC Melgar de Arequipa, Deportivo Municipal y en el CNI de Iquitos.

## Estadísticas
| Club | División      | Temporada     | Liga(1) | Liga(1) | Liga(1) | Copas nacionales(2) | Copas nacionales(2) | Copas nacionales(2) | Torneos internacionales(3) | Torneos internacionales(3) | Torneos internacionales(3) | Total | Total | Total  | Media goleadora(4) |
| Club | División      | Temporada     | Part.   | Goles   | Asist.  | Part.               | Goles               | Asist.              | Part.                      | Goles                      | Asist.                     | Part. | Goles | Asist. | Media goleadora(4) |
| --- | ------------- | ------------- | ------- | ------- | ------- | ------------------- | ------------------- | ------------------- | -------------------------- | -------------------------- | -------------------------- | ----- | ----- | ------ | ------------------ |
| Defensor Arica · Perú |               |               |         |         |         |                     |                     |                     |                            |                            |                            |       |       |        |                    |
| 1.ª | 1966          | 10            | 1       | -       | -       | -                   | -                   | -                   | -                          | -                          | 10                         | 1     | -     | 0,0    |                    |
| 1.ª | 1967          | 23            | 8       | -       | -       | -                   | -                   | -                   | -                          | -                          | 23                         | 8     | -     | 0,0    |                    |
| 1.ª | 1968          | 22            | 6       | -       | -       | -                   | -                   | -                   | -                          | -                          | 22                         | 6     | -     | 0,33   |                    |
| 1.ª | 1969          | 27            | 4       | -       | -       | -                   | -                   | -                   | -                          | -                          | 27                         | 4     | -     | 0,33   |                    |
| 1.ª | 1970          | 25            | 6       | -       | 2       | 1                   | -                   | 1                   | 0                          | -                          | 28                         | 7     | -     | 0,33   |                    |
| Total club | Total club    | 107           | 25      | -       | 2       | 1                   | -                   | 1                   | 0                          | -                          | 110                        | 26    | -     | 0,0    |                    |
| Juan Aurich · Perú |               |               |         |         |         |                     |                     |                     |                            |                            |                            |       |       |        |                    |
| 1.ª |               |               |         |         |         |                     |                     |                     |                            |                            |                            |       |       |        |                    |
| 1971 | 23            | 4             | -       | -       | -       | -                   | -                   | -                   | -                          | 23                         | 4                          | -     | 0,0   |        |                    |
| 1972 | 31            | 12            | -       | -       | -       | -                   | -                   | -                   | -                          | 31                         | 12                         | -     | 0,33  |        |                    |
| Total club | Total club    | 54            | 16      | -       | -       | -                   | -                   | -                   | -                          | -                          | 54                         | 16    | -     | 0,0    |                    |
| Alianza Lima · Perú |               |               |         |         |         |                     |                     |                     |                            |                            |                            |       |       |        |                    |
| 1.ª | 1973          | 19            | 2       | -       | -       | -                   | -                   | -                   | -                          | -                          | 19                         | 2     | -     | 0,4    |                    |
| 1.ª | 1974          | 45            | 17      | -       | -       | -                   | -                   | -                   | -                          | -                          | 45                         | 17    | -     | 0,5    |                    |
| 1.ª | 1975          | 21            | 5       | -       | -       | -                   | -                   | -                   | -                          | -                          | 21                         | 5     | -     | 0,5    |                    |
| Total club | Total club    | 85            | 24      | -       | -       | -                   | -                   | -                   | -                          | -                          | 85                         | 24    | -     | 0,44   |                    |
| FBC Melgar · Perú |               |               |         |         |         |                     |                     |                     |                            |                            |                            |       |       |        |                    |
| 1.ª | 1976          | 28            | 6       | -       | -       | -                   | -                   | -                   | -                          | -                          | 28                         | 6     | -     | 0,4    |                    |
| 1.ª | 1977          | 20            | 2       | -       | -       | -                   | -                   | -                   | -                          | -                          | 20                         | 2     | -     | 0,5    |                    |
| Total club | Total club    | 48            | 8       | -       | -       | -                   | -                   | -                   | -                          | -                          | 48                         | 8     | -     | 0,44   |                    |
| Deportivo Municipal · Perú |               |               |         |         |         |                     |                     |                     |                            |                            |                            |       |       |        |                    |
| 1.ª | 1978          | 27            | 5       | -       | -       | -                   | -                   | -                   | -                          | -                          | 27                         | 5     | -     | 0,0    |                    |
| Total club | Total club    | 27            | 5       | -       | -       | -                   | -                   | -                   | -                          | -                          | 27                         | 5     | -     | 0,0    |                    |
| CNI · Perú |               |               |         |         |         |                     |                     |                     |                            |                            |                            |       |       |        |                    |
| 1.ª | 1979          | 11            | 0       | -       | -       | -                   | -                   | -                   | -                          | -                          | 11                         | 0     | -     | 0,4    |                    |
| 1.ª | 1980          | 24            | 2       | -       | -       | -                   | -                   | -                   | -                          | -                          | 24                         | 2     | -     | 0,5    |                    |
| 1.ª | 1981          | 23            | 3       | -       | -       | -                   | -                   | -                   | -                          | -                          | 23                         | 3     | -     | 0,5    |                    |
| 1.ª | 1982          | 17            | 1       | -       | -       | -                   | -                   | -                   | -                          | -                          | 17                         | 1     | -     | 0,5    |                    |
| Total club | Total club    | 75            | 6       | -       | -       | -                   | -                   | -                   | -                          | -                          | 75                         | 6     | -     | 0,44   |                    |
| Total carrera | Total carrera | Total carrera | 396     | 84      | -       | 2                   | 1                   | -                   | 1                          | '                          | -                          | 399   | 85    | -      | 0,45               |
| (1) Incluye datos de las instancias definitorias contempladas en las bases de cada competición. (2) Incluye datos de la Copa Presidente de la República (1970). (3) Incluye datos de la Copa Libertadores de América (1967-1972). (4) No incluye goles en partidos amistosos. |               |               |         |         |         |                     |                     |                     |                            |                            |                            |       |       |        |                    |

## Palmarés

### Títulos nacionales
| Título           | Club           | País | Año  |
| ---------------- | -------------- | ---- | ---- |
| Segunda División | Defensor Arica | Perú | 1964 |
| Primera División | Alianza Lima   | Perú | 1975 |